# Postme
PostMe var en dansk virksomhed der frem til 2022 opererede indenfor området med Elektronisk handel. PostMe gik online 1. oktober 2008 under navnet MailMeNetwork og skiftede i 2009 navn til PostMe.com. PostMe beskæftigede ved sin aflsutning ca 50 ansatte med hovedsæde i Herlev, København. PostMe er stiftet af Morten Timm Cramer, Christoffer Munck og Anders Riedel og der er rejst kapital fra Funding Asia Holding, et dansk Business Angel selskab. 
Virksomheden fokuserede på handel med ikke-varige forbrugsgoder der parallelimporteres fra hele Europa. Forretningskonceptet er også benyttet af den danske butikskæde Normal. Ideologien er at det danske marked i sig selv ikke er stort nok til at skabe nødvendig priskonkurrence blandt producenterne og dermed udvides indkøb til hele EØS markedet, for at opnå bedre indkøbspriser og dermed bedre slutbrugerpriser.
I 2020 købte grænsehandel-koncernen Fleggaard marioriteten af PostMe (60%) og overtog selskabet helt i juli 2022. Knap et måned efter overtagelsen beslutter Fleggard at lukke PostMe grundet de dengang aktuelle omstændigheder og usikkerhed i verdensøkonomien. 